# آرمسترانگ ویتورث اف. کی.۱۰
آرمسترانگ ویتورث اف. کی.۱۰ (به انگلیسی: Armstrong Whitworth F.K.10) یک هواگرد ساختِ کارخانهٔ آرمسترانگ ویتورث ایرکرفت در کشور بریتانیا است. این هواگرد برای نخستین بار در ۱۹۱۶ میلادی مورد استفاده قرار گرفت.